# فرودگاه شهری یورکتن
فرودگاه شهری یورکتن (به انگلیسی: Yorkton Municipal Airport)  یک فرودگاه همگانی باربری با کد یاتا YQV است که یک باند فرود آسفالت دارد و طول باند آن ۱۴۶۳ متر است. این فرودگاه در  کشور کانادا قرار دارد و در ارتفاع ۴۹۸ متری از سطح دریا واقع شده است.